# 34479 Dunschen
34479 Dunschen este o planetă minoră (asteroid) din centura de asteroizi. A fost descoperită pe 24 septembrie 2000 la Experimental Test Site⁠(d) de Lincoln Near-Earth Asteroid Research. 
Obiectul prezintă o orbită caracterizată de o semiaxă mare de 2,8750718 UAi, o excentricitate de 0,02, o înclinație de 3,07318 ° în raport cu ecliptica.